# KIR3DL1
KIR3DL1 (англ. Killer cell immunoglobulin like receptor, three Ig domains and long cytoplasmic tail 1) – білок, який кодується однойменним геном, розташованим у людей на короткому плечі 19-ї хромосоми. Довжина поліпептидного ланцюга білка становить 444 амінокислот, а молекулярна маса — 49 098.
| 10         |  | 20         |  | 30         |  | 40         |  | 50         |
| ---------- |  | ---------- |  | ---------- |  | ---------- |  | ---------- |
| MSLMVVSMAC |  | VGLFLVQRAG |  | PHMGGQDKPF |  | LSAWPSAVVP |  | RGGHVTLRCH |
| YRHRFNNFML |  | YKEDRIHIPI |  | FHGRIFQESF |  | NMSPVTTAHA |  | GNYTCRGSHP |
| HSPTGWSAPS |  | NPVVIMVTGN |  | HRKPSLLAHP |  | GPLVKSGERV |  | ILQCWSDIMF |
| EHFFLHKEGI |  | SKDPSRLVGQ |  | IHDGVSKANF |  | SIGPMMLALA |  | GTYRCYGSVT |
| HTPYQLSAPS |  | DPLDIVVTGP |  | YEKPSLSAQP |  | GPKVQAGESV |  | TLSCSSRSSY |
| DMYHLSREGG |  | AHERRLPAVR |  | KVNRTFQADF |  | PLGPATHGGT |  | YRCFGSFRHS |
| PYEWSDPSDP |  | LLVSVTGNPS |  | SSWPSPTEPS |  | SKSGNPRHLH |  | ILIGTSVVII |
| LFILLLFFLL |  | HLWCSNKKNA |  | AVMDQEPAGN |  | RTANSEDSDE |  | QDPEEVTYAQ |
| LDHCVFTQRK |  | ITRPSQRPKT |  | PPTDTILYTE |  | LPNAKPRSKV |  | VSCP       |

A: Аланін

C: Цистеїн

D: Аспарагінова кислота

E: Глутамінова кислота

F: Фенілаланін

G: Гліцин

H: Гістидин

I: Ізолейцин

K: Лізин

L: Лейцин

M: Метіонін

N: Аспарагін

P: Пролін

Q: Глутамін

R: Аргінін

S: Серин

T: Треонін

V: Валін

W: Триптофан

Кодований геном білок за функцією належить до рецепторів. 
Задіяний у такому біологічному процесі, як альтернативний сплайсинг. 
Локалізований у клітинній мембрані, мембрані.